# Romualdas Kęstutis Urbaitis
Romualdas Kęstutis Urbaitis (* 27. Februar 1942 in Berštupis, Berzik Vilkaviškis, Reichskommissariat Ostland; † 11. Januar 2022 in Vilnius) war ein litauischer Jurist, Richter und Präsident des Verfassungsgerichts der Litauischen Republik (2011–2014) sowie ehemaliger Richter des Obersten Gerichts Litauens.

## Leben
1968 absolvierte Urbaitis das Studium der Rechtswissenschaften an der Universität Vilnius. Von 1968 bis 1982 arbeitete er als Richter in den Kreisgerichten Sowjetlitauens. Von 1984 bis 1993 war er Rechtsanwalt, danach Richter des Obersten Gericht Litauens, nach dessen Reorganisation Richter im Bezirksgericht Kaunas, von 1999 im Obersten Gericht Litauens und von 2005 bis 2014 Richter am Verfassungsgericht der Litauischen Republik (von 2011 bis 2014 als Gerichtsvorsitzender).
Zusammen mit seiner Frau hat er einen Sohn.